# Matthias Hupfuff
Matthias Hupfuff (autre graphie : Hüpfuff), décédé à Strasbourg en 1520, est un imprimeur-libraire allemand, actif à Strasbourg entre 1498 et 1520. Pendant cette période on lui attribue plus de 200 publications, remarquées pour leur iconographie, notamment des gravures soignées de grande taille.

## Biographie
On sait peu de choses de sa vie personnelle. La source la plus récente (2007) est celle d'Olivier Duntze, qui avance plusieurs hypothèses quant à ses origines. Même s'il passe en revue d'autres d'autres pistes, Duntze considère que Matthias Hupfuff est très vraisemblablement né à Strasbourg, pour les  raisons suivantes : il pourrait s'agir de Matthias von Werde qui a acheté le droit de bourgeoisie à Strasbourg le 20 mai 1484 ; à partir de 1501, sa marque d’imprimeur contient le phylactère : « MATHIS HIPFUF DE ARGENTINA » ; son droit de bourgeoisie est confirmé en 1505 ; la présence d'une famille Hupfuff est attestée à Strasbourg en 1481.
Il est d'abord marié à Elsa Klemm, d'Oppershofen (de) (Hesse), puis, veuf en 1509, il épouse en secondes noces Brigitte Zorn.
Il s'installe à Kirchheim (appelé « Klein Troja ») en 1497. C'est là qu'il aurait  réalisé ses deux premières impressions, avec le matériel de son prédécesseur, Markus Reinhard Grüninger, un frère de Johann Grüninger. Il s'établit à Strasbourg vers 1498 et installe d'abord son étalage « sous l'escalier devant la Pfalz » — l'ancien hôtel de ville, à l’époque sur la place Saint-Marc —, comme en témoigne sa signature dans le colophon en 1499. En 1509 on le trouve sur la place de la Cathédrale où est aussi installé Grüninger. On signale également sa présence à la foire aux livres de Francfort. Ses productions sont identifiées avec certitude jusqu'en 1516. À cette date il est devenu un entrepreneur important, ainsi Knobloch, un autre imprimeur, lui doit-il de l'argent. Ensuite on ne lui attribue plus que deux ouvrages en 1519, puis Baptista Mantuanus, Fastorum Libri Duodecim, qui porte son nom en 1520, mais qui pourrait être dû à un autre imprimeur strasbourgeois.

## Marque typographique
Sa marque d'imprimeur, utilisée à partir de 1501 présente un écu orné de trois croissants et tenu par un lion, autour duquel se déroule un phylactère portant l'inscription « MATHIS HIPFUF DE ARGENTINA ». Une autre marque présente les initiales de son nom entre un homme et une femme sauvages.

## Œuvre
La plupart de ses ouvrages sont imprimés en allemand ou en latin. Ce sont généralement des textes à caractère populaire, à visée récréative ou didactique, parfois techniques ou pratiques, juridiques (Layenspiegel, Richterlich Clagspiegel), médicaux, scolaires (Regulae grammaticales, Vocabularius theutonicus), mais aussi satiriques (Narrenschiff, Narrenbeschwörung). Il publie quelques grands noms tels que Thomas Murner, Jacques Wimpfeling, Laurent Corvin ou Sébastien Brant, mais plusieurs œuvres ne seront pas commercialisées à cause de la censure, notamment des écrits de Murner.
Duntze attribue 253 impressions à l’officine de Hupfuff. 32 lui auraient été attribuées à tort, 33 ne sont pas attribuables, car il s'agit parfois de rééditions d’œuvres présentant une simple variante.

Parmi les 32 attribuées à tort figure, selon lui, le Hausrath. Le livre serait de Johann Grüninger, qui l'aurait édité vers 1510.

Hussrath, Didactisches Gedicht.
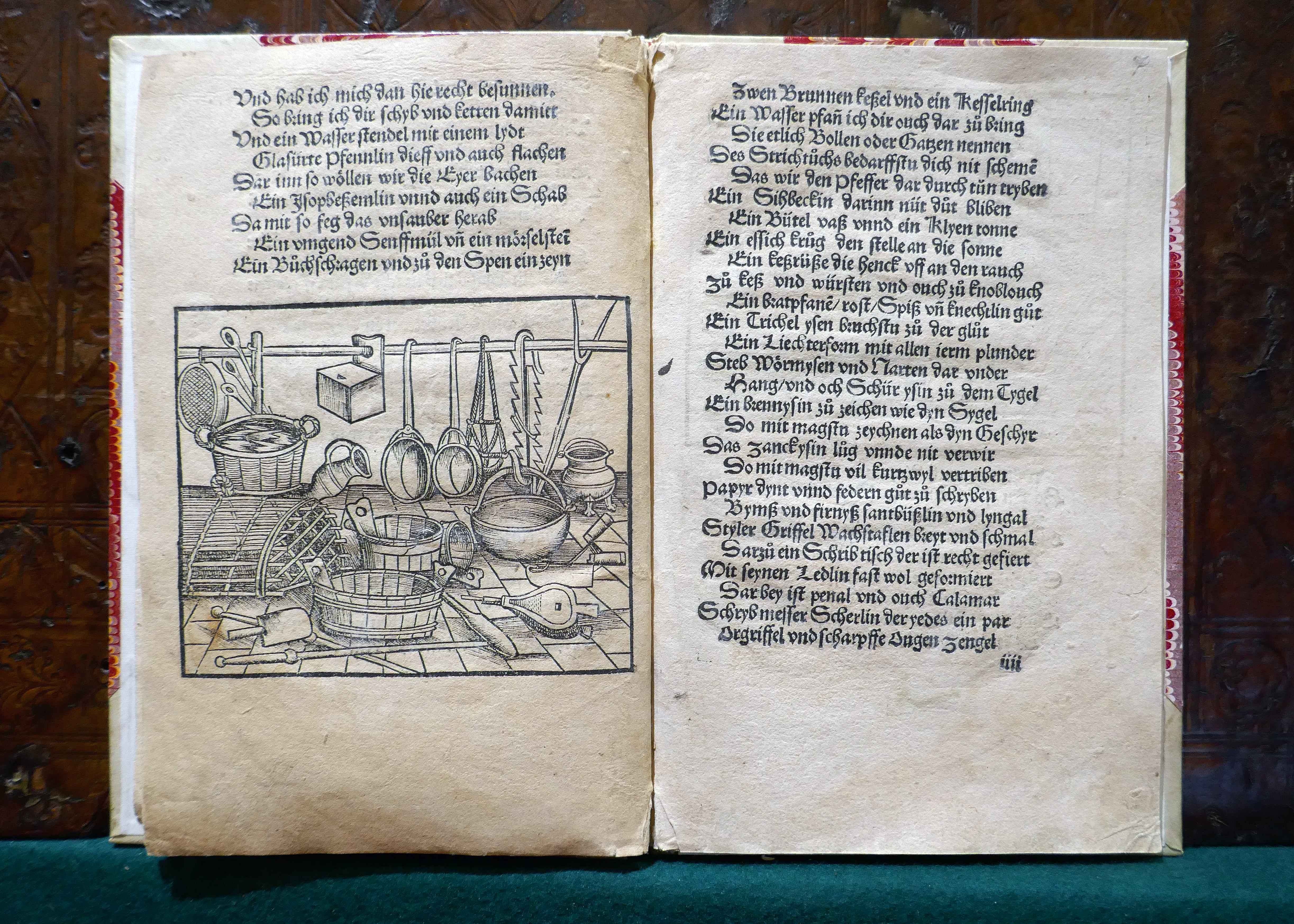
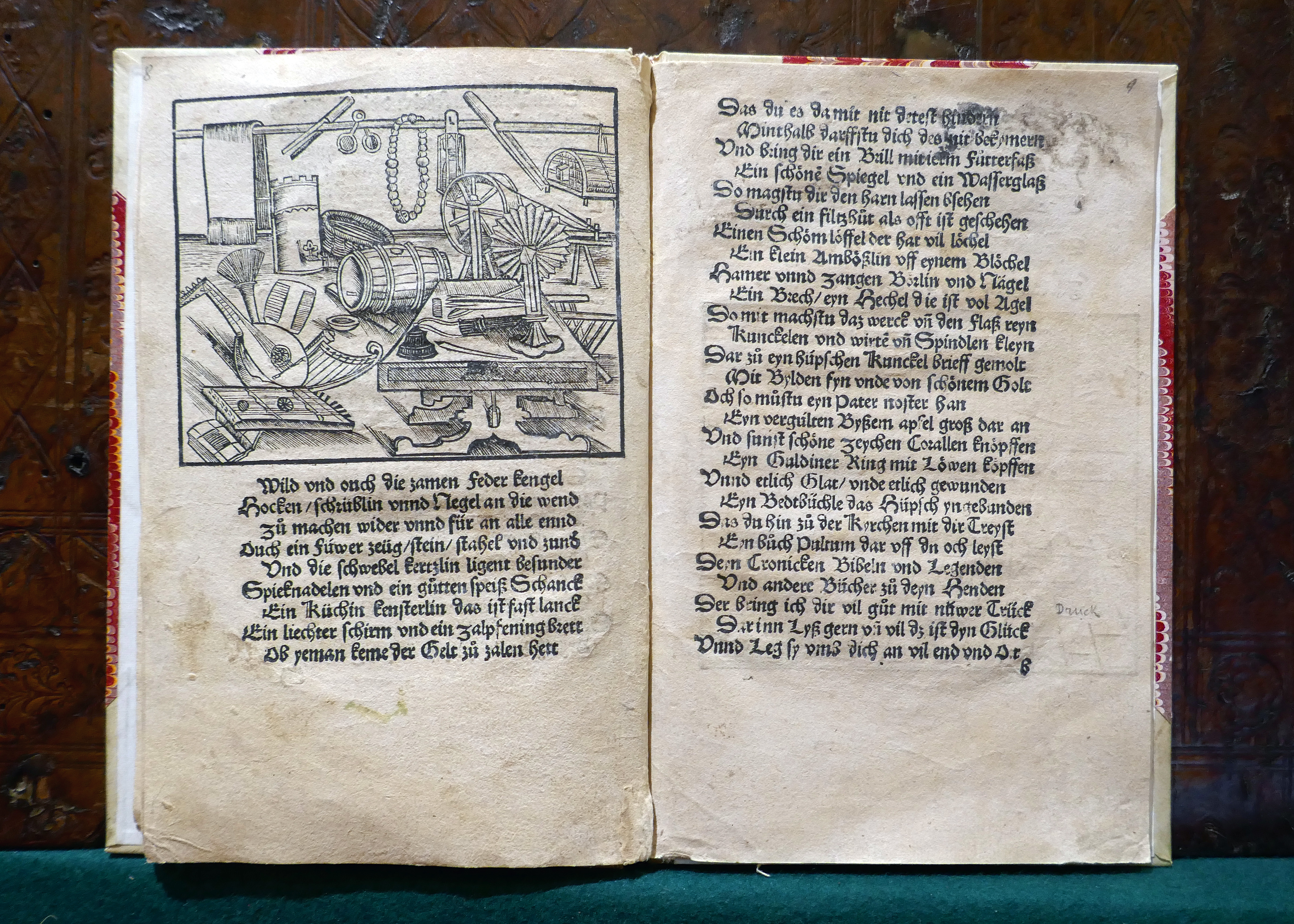
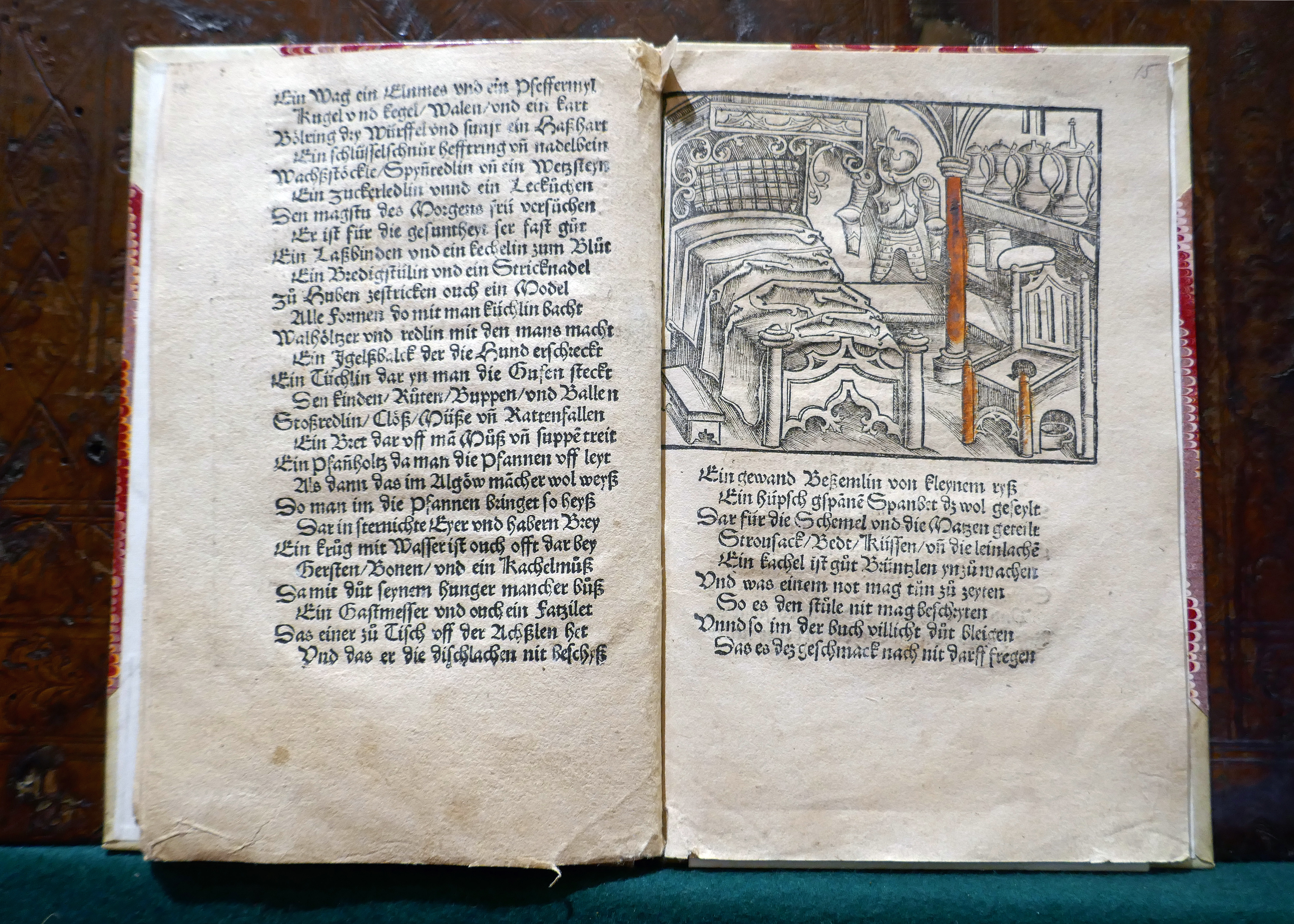
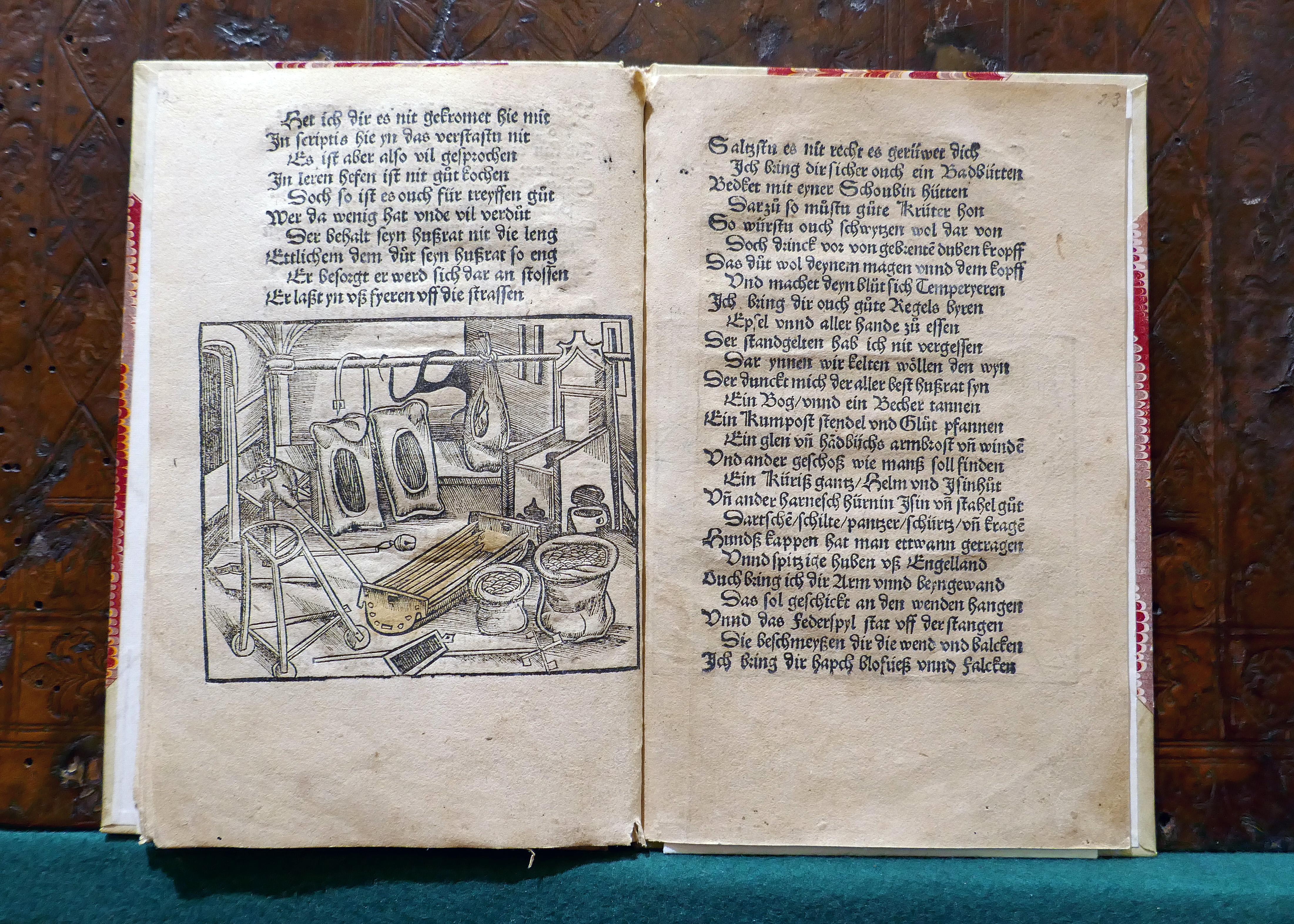

[Hussrath, Didactisches Gedicht (1511) est conservé à la bibliothèque du Grand Séminaire de Strasbourg.]

### Publications
- Berthold le Teutonique, Horologium devotionis, 1498
- Sankt Brandans Meerfahrt, 1498
- Dis Buch seit von Kunig Salomon und siner Hufs frouw Salome wie sy der Künig fore Nam und wie sy Morolff Kunig Salomō Brüder wider brocht, 1499
- Regulae grammaticales antiquarum, 1502
- Thomas Murner, Ad rempublicâ Argentinã Germania noua, 1502
- Thomas Murner, Thome Murner argentini divinarum litterarum baccalaurij cracovien sis ordinis minorum honestorum poematum condigua laudatio impudicorum vero miranda castigatio, 1503
- Amerigo Vespucci, De ora antarctica por regem Portugallie pridem inuenta, 1505
- Keyserlich und Küniglich Lant und lehenrecht nach gemeinem sitte[n] und gebruch der rechten, 1505
- Jacques Wimpfeling, De arte metrificādi. Libellus, 1505
- Keyserlich und Küniglich Lant und lehenrecht nach gemeinem sitte[n] und gebruch der rechten, 1505
- Henri de Langenstein (de), Secreta Sacerdotum que in missa teneri debent multum utilia / Collectum per venerabilem magistrum Heinricum de hassia, 1505
- Peter Schott (de), Epithoma de sillabarum quantitate ac versuum connexione, 1506
- Guilelmus de Gouda, Expositio misteriorum misse, et verus modus rite celebrandi, 1506

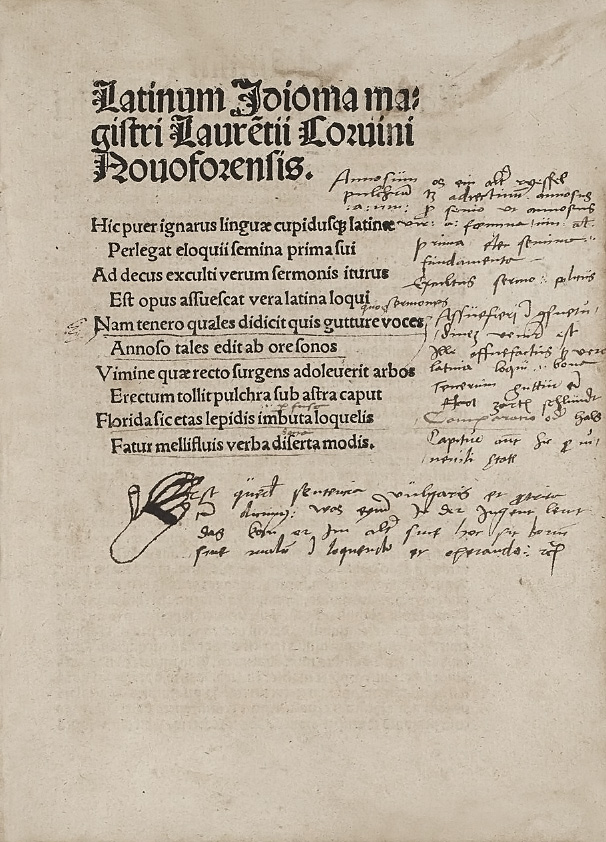
Laurent Corvin, 'Latinum idioma (1506).

- Psalterium cum apparatu vulgari firmiter appresso = Lateinisch Psalter mit dem Teütschen dabey getrucket, 1506
- Johannes Trithemius, De purissima et immaculata conceptione virginis marie, et de festivitate sancte anne matris eius, 1506
- Regimen sanitatis [Salernitanum.] Dis ist ein Regiment der gesuntheyt durch alle Monadt des gastzen Jares..., 1506 et 1513
- Laurent Corvin, Latinum idioma, vers 1506
- Balthasar de Porta, [Expositio canonis missae] Canon sacratissime misse, vna cum expositione eiusdem... Impressum in imperiali civitate, 1507
- Das Buch der Altväter wie sie ir heiliges lebē volbracht habē in đ einöde was wunđ zeichē sie gewirckt habē, auch ire sprüch un̄ byspil so sie uns menschē gebē haben zů einer unđ weiszung un̄ lere, 1508
- Johann Tollat von Vochenberg, Margarita Medicine. Ein meisterlichs vsserlesens Biechlin der Artzeny für mancherley Kranckheit vnd Siechtagen der Menschen, 1508

- Hermannus Torrentinus, Hermanni Torrentini viri doctissimi Opusculum aureum omnibus studentibus proutile et summe necessarius : de Generibus nominum de Heteroclitis : de Patronymicis : de Nominum significationibus, 1508
- Albertus Magnus, De secretis mulierum et virorum, 1510
- Nicole Oresme, Epistola Luciferi ad malos principes Ecclesiasticos Parisius primum Impressa, 1510
- Ulrich Tengler (de), Laienspiegel (de), éd. 1511 et 1514
- Bartolomeo della Rocca (en), In disem Biechlin wirt erfunden von Complexion der Menschen : zuerlernen leibliche unnd menschliche Natur ir Siten, Geberden und Nayglichayt zuerkennen und urtaylen, 1511
- Eyn liebliche historiē von dē hochgelertē meister Lucidario, 1511
- Hie in finstu zü einem nüwen Jar, 1511
- Dis Biechlin halt zu die ausslegung der treuen Danielis, 1511
- Hussrath, didactisches Gedicht, vers 1511

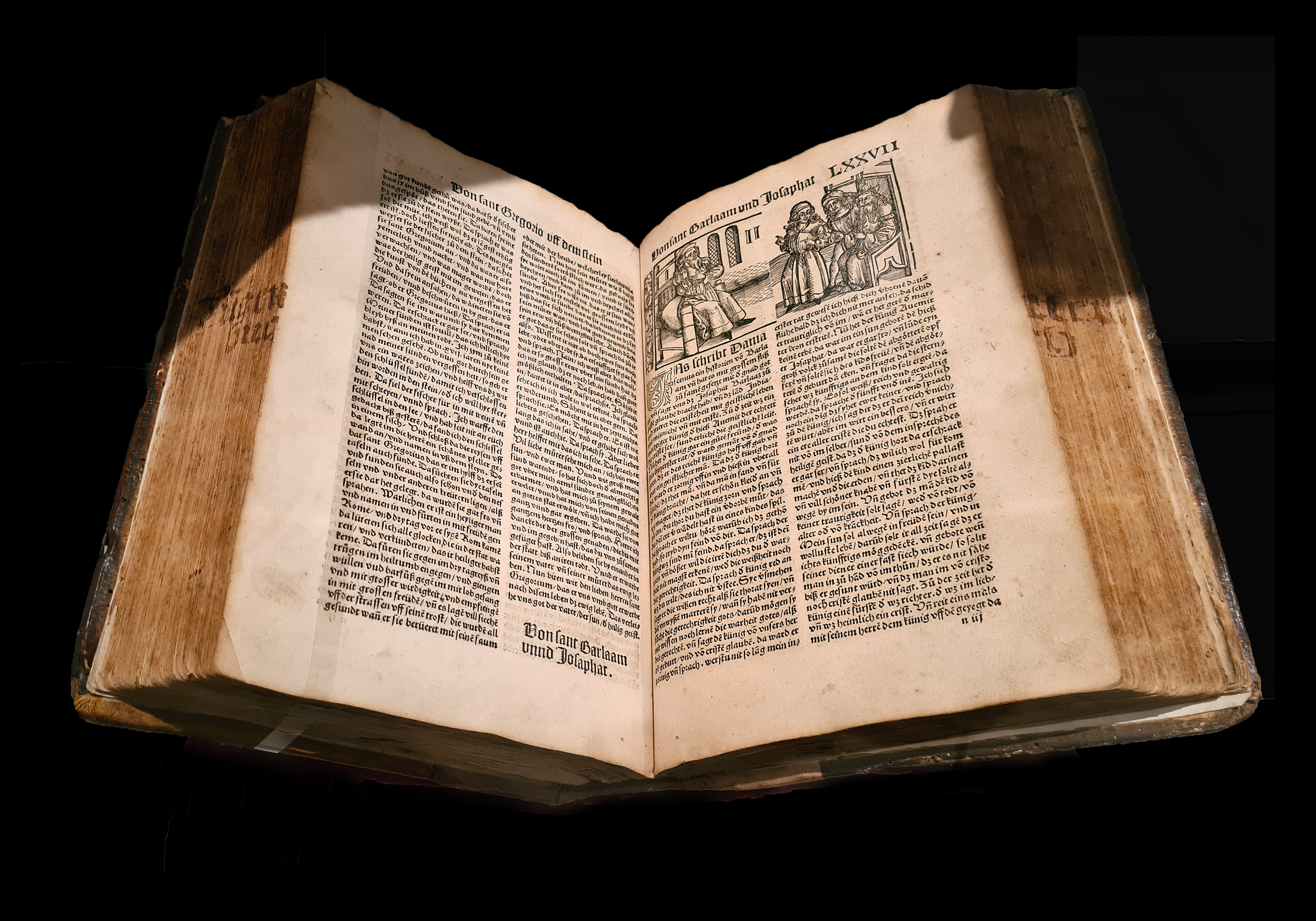
Sébastien Brant, Der Heiligen Leben, 1513.

- Sébastien Brant, Der Richerliche Clagspiegel, après 1510
- Johannes Adelphus (de), Warhaftig sag oder red von dem Rock Jhesu cristi, 1512
- Johannes Murner, Von Eelichs Stadts nutz und beschwerden, 1512
- Thomas Murner, Die Narrenbeschwörung, 1512
- Thomas Murner, Der Schelmen Zunfft, 1512

- Jean Geiler de Kaysersberg, Passio domini nostri Jhesu Christi, 1513
- Der heiligen leben neüw getruckt. Der hohen unteilbarlichen drivaltigkeit zu lob. Marie der würdigsten Junckfrawen und muter gottes zu eren und den Christen menschen zu heil und seliger underwysung, 1513
- Diss ist ein meinung dess loblichen tag zu Kölen, ouch die belegerung hohen Kreen, wie man das erobert gewunnen zerstört hat. Und mag mans singen in dess Bentzenowers oder Rommensatels weyss Hohen Dwiel Hohen kreen, 1513 ?
- Johannes Hartlieb, Das Buch der Geschichte des grossen Alexanders wie die Eusebius beschrieben, 1514
- Jacques Wimpfeling, Adolescentia... cū novis quibusdā additionibus Gallinariū denuo revisa, 1514
- Thomas Murner, Die Mülle von Schwyndelszheym vnd Gredt Müllerin Jarzeit, 1515
- Jacques Wimpfeling, Elegantiae maiores. Rhetorica ejusdem pueris utilissima, 1515
- Thomas Murner, 	Enderung und schmach der bildung Marie von den Juden bewissen, vers 1515
- Probleumata Aristotiles Ein hüpsch biech-//lin das durch die natürlichen//meister Aristotelem, Anicennam, Galienum, //Abertum und andern natürlichen mei-//stern, von mancherley seltzamm fragen//bescherbenn... Probleumata Aristotelis, 1515
- Hermannus Torrentinus, Elucidarius carminum et historiarum : vel vocabularius poeticus : continens fabulas, historias, provincias, urbes, insulas, fluvios & montes illustres, 1515
- Hermannus Torrentinus, Hermanni Torrentini inter grammatices nostrae tempestatis vivi doctissimi commentaria im primam portem doctrinalis Alexandri cum vocabulorum interpretatione, 1516
- Baptiste Spagnoli, F. Baptistae Mantuani Carmelitae Theologi Fastorum libri 12, 1520
- Ulrich von Hutten, Hulderichi Hutteni Dialogi : Fortuna, Febris prima, Febris secunda, Trias Romana, Inspicientes, 1520